# Lou Smeets
Godefridus Ludovicus Antonius (Lou) Smeets (Venlo, 21 januari 1916 - Tiel, 18 maart 1987) was een Nederlands tuinarchitect en cultuurtechnicus. Van 1954 tot 1966 was hij hoofd van de Cultuurtechnische Dienst en verantwoordelijk voor de groenvoorzieningen van de Efteling.
Peter Reijnders vroeg Smeets in de beginjaren van de Efteling de groenvoorziening te verzorgen bij de eerste attracties in het Sprookjesbos, zoals het kasteel van Doornroosje. Hij kwam in 1954 bij de Efteling in dienst en nam de parkaanleg over van de Nederlandsche Heidemaatschappij. Hij was niet alleen verantwoordelijk voor de groenvoorziening maar zat ook in het dagelijks bestuur en trad tevens op als parkwachter.
Smeets verliet de Efteling in 1966 omdat hij geen recht had op pensioen en omdat de nieuwe directeur hem en de twee andere leden van het dagelijks bestuur veel minder bij het beleid betrok. Hij ging bij Philips in Eindhoven werken, waar hij verantwoordelijk was voor de plantsoenen, sportvelden, kwekerijen, tuinen en de aankleding van de gebouwen. 
Smeets woonde met zijn gezin van 1954 tot 1961 in de Efteling, in een boerderijtje aan de roei- en kanovijver.

## Familie
Beeldend kunstenaar Guusje Kaayk is een dochter van Smeets. Haar zoon Floris Kaayk is animator en filmregisseur. Hij bediende zich in 2011 van het pseudoniem "Jarno Smeets" in zijn animatie Human Birdwings en gebruikte tekeningen van zijn grootvader bij het ontwerp van zijn "vliegmachine".